# Campeonato FIBA Américas Sub-16 de 2023
El Campeonato FIBA Américas Sub-16 de 2023 fue la 8ª edición del torneo de baloncesto organizado por FIBA Américas más importante a nivel americano para selecciones menores de 16 años. Se disputó en la ciudad de Mérida, Yucatán en México, del 5 al 11 de junio de 2023 y entregó cuatro plazas al Campeonato Mundial de Baloncesto Sub-17 de 2024.

## Selecciones participantes
- Norteamérica:
  -  Canadá
  -  Estados Unidos
- Centroamérica y el Caribe:
  -  México (Sede)
  -  Puerto Rico
  -  República Dominicana
- Sudamérica:
  -  Argentina
  -  Brasil
  -  Uruguay

## Primera fase
Se realizó el sorteo de los grupos el 27 de abril de 2023 en la ciudad de Miami, Florida en Estados Unidos.

### Grupo A
|   | Equipo         | Pts | J | G | P | PF  | PC  | Dif  |
| - | -------------- | --- | - | - | - | --- | --- | ---- |
| 1 | Estados Unidos | 6   | 3 | 3 | 0 | 331 | 166 | +165 |
| 2 | Argentina      | 5   | 3 | 2 | 1 | 181 | 230 | -49  |
| 3 | Puerto Rico    | 4   | 3 | 1 | 2 | 179 | 216 | -37  |
| 4 | México         | 3   | 3 | 0 | 3 | 164 | 243 | -79  |

| 5 de junio, 17:30 | Puerto Rico                                                                    | 61–96                | Estados Unidos                                                         | Mérida, Yucatán           |  |
|                   | Parciales: 15-25, 18-21, 13-23, 15-27                                          |                      |                                                                        |                           |  |
|                   | Estadísticas Felipe Quiñones (20) Vincent Stewart Jr (11) Alexander Montes (3) | Reporte Pts Reb Asts | Estadísticas (22) Darryn Peterson (11) Cameron Boozer (6) Tyran Stokes | Pabellón: Poliforum Zamna |  |

| 5 de junio, 20:00 | Argentina                                                                    | 61–59                | México                                                         | Mérida, Yucatán           |  |
|                   | Parciales: 13-15, 12-12, 16-14, 20-18                                        |                      |                                                                |                           |  |
|                   | Estadísticas Tyler Kropp (21) Tyler Kropp (16) J. Sarmiento, M. Torriani (2) | Reporte Pts Reb Asts | Estadísticas Karim López (15) Karim López (14) Karim López (4) | Pabellón: Polifórum Zamná |  |

| 6 de junio, 17:30 | Estados Unidos                                                          | 113–52               | Argentina                                                                                         | Mérida, Yucatán           |  |
|                   | Parciales: 20-13, 32-10, 32-11, 29-18                                   |                      |                                                                                                   |                           |  |
|                   | Estadísticas Cameron Boozer (19) Koa Peat (13) K. Peat, D. Peterson (5) | Reporte Pts Reb Asts | Estadísticas (8) T. Kropp, T. Scola (5) T. Kropp, I. Pratto (2) T. Scola, F. Minzer, F. Cifuentes | Pabellón: Polifórum Zamná |  |

| 6 de junio, 20:00 | México                                                             | 52–60                | Puerto Rico                                                                       | Mérida, Yucatán           |  |
|                   | Parciales: 19-18, 8-19, 10-11, 15-12                               |                      |                                                                                   |                           |  |
|                   | Estadísticas Dylan Aguilera (15) Karim López (12) Edgar Grande (4) | Reporte Pts Reb Asts | Estadísticas (21) Felipe Quiñones (16) Alexander Montes (3) J. Roman, F. Quiñones | Pabellón: Polifórum Zamná |  |

| 7 de junio, 17:30 | Puerto Rico                                                          | 58–68                | Argentina                                                                 | Mérida, Yucatán           |  |
|                   | Parciales: 14-13, 11-15, 21-16, 12-24                                |                      |                                                                           |                           |  |
|                   | Estadísticas Felipe Quiñones (15) Myles Fuentes (7) Richard Sosa (3) | Reporte Pts Reb Asts | Estadísticas (14) Iván Pratto (14) Tyler Kropp (4) M. Dominé, M. Torriani | Pabellón: Polifórum Zamná |  |

| 7 de junio, 20:00 | México                                                                | 53–122               | Estados Unidos                                                                    | Mérida, Yucatán           |  |
|                   | Parciales: 14-33, 7-23, 20-32, 12-34                                  |                      |                                                                                   |                           |  |
|                   | Estadísticas Karim Lopez (23) Elier Fernandez (11) Dylan Aguilera (3) | Reporte Pts Reb Asts | Estadísticas (23) Anicet Dybantsa Jr. (10) Cameron Boozer (6) Anicet Dybantsa Jr. | Pabellón: Polifórum Zamná |  |

### Grupo B
|   | Equipo               | Pts | J | G | P | PF  | PC  | Dif |
| - | -------------------- | --- | - | - | - | --- | --- | --- |
| 1 | Canadá               | 6   | 3 | 3 | 0 | 212 | 178 | +34 |
| 2 | Brasil               | 5   | 3 | 2 | 1 | 207 | 195 | +12 |
| 3 | República Dominicana | 4   | 3 | 1 | 2 | 200 | 207 | -7  |
| 4 | Uruguay              | 3   | 3 | 0 | 3 | 196 | 235 | -39 |

| 5 de junio, 12:30 | República Dominicana                                                   | 57–63                | Canadá                                                                            | Mérida, Yucatán           |  |
|                   | Parciales: 15-16, 16-15, 12-15, 14-17                                  |                      |                                                                                   |                           |  |
|                   | Estadísticas Lucas Morillo (21) Eliel Ulloa (11) Richard Fernández (2) | Reporte Pts Reb Asts | Estadísticas (14) Paul Osaruyi (11) Paul Osaruyi (4) K. Samuels, I. Headley-Smith | Pabellón: Poliforum Zamna |  |

| 5 de junio, 15:00 | Uruguay                                                                                   | 55–83                | Brasil                                                                               | Mérida, Yucatán           |  |
|                   | Parciales: 17-21, 10-22, 15-20, 13-20                                                     |                      |                                                                                      |                           |  |
|                   | Estadísticas Valentín Curbelo (15) V. Curbelo, I. Suárez (6) L. Rodríguez, J. Taboada (2) | Reporte Pts Reb Asts | Estadísticas (19) Patrick Perna (8) F. De Freitas, D. Araujo (3) N. Kemm, M. Vazquez | Pabellón: Poliforum Zamna |  |

| 6 de junio, 12:30 | Brasil                                                                       | 68–66                | República Dominicana                                            | Mérida, Yucatán           |  |
|                   | Parciales: 15-17, 21-16, 19-23, 13-10                                        |                      |                                                                 |                           |  |
|                   | Estadísticas Patrick Perna (21) Fabricio De Freitas (16) Pedro Fernandes (3) | Reporte Pts Reb Asts | Estadísticas (17) Eliel Ulloa (9) Eugri Germán (4) Eugri Germán | Pabellón: Poliforum Zamna |  |

| 6 de junio, 15:00 | Canadá                                                                       | 75–65                | Uruguay                                                                        | Mérida, Yucatán           |  |
|                   | Parciales: 22-16, 16-17, 13-16, 24-16                                        |                      |                                                                                |                           |  |
|                   | Estadísticas K. Samuels, Q. Ethier (17) Kamai Samuels (10) Kamai Samuels (5) | Reporte Pts Reb Asts | Estadísticas (18) Joaquín Taboada (6) V. Curbelo, V. Acuña (5) Lucas Rodríguez | Pabellón: Poliforum Zamna |  |

| 7 de junio, 12:30 | Canadá                                                              | 74–56                | Brasil | Mérida, Yucatán           |  |
|                   | Parciales: 18-12, 17-14, 16-12, 23-18                               |                      | |                           |  |
|                   | Estadísticas Paul Osaruyi (21) Paul Osaruyi (11) Kamai Samuels (10) | Reporte Pts Reb Asts | Estadísticas (18) Patrick Perna (11) Fabricio De Freitas (2) P. Perna, P. Baddini, P. Fernandes, F. Vicentini | Pabellón: Poliforum Zamna |  |

| 7 de junio, 15:00 | Uruguay                                                                  | 76–77                | República Dominicana                                                                       | Mérida, Yucatán           |  |
|                   | Parciales: 16-14, 20-19, 19-24, 21-20                                    |                      |                                                                                            |                           |  |
|                   | Estadísticas Joaquín Taboada (21) Ismael Suárez (11) Lucas Rodríguez (4) | Reporte Pts Reb Asts | Estadísticas (28) Lucas Morillo (14) Lucas Morillo (2) R. Fernández, E. Germán, R. Polanco | Pabellón: Poliforum Zamna |  |

## Fase final

### Cuadro
|  | Quinto puesto 11 de junio | Quinto puesto 11 de junio |                      |    | Clasificación 5º-8º 10 de junio | Clasificación 5º-8º 10 de junio |                |     | Cuartos de final 9 de junio | Cuartos de final 9 de junio |           |    | Semifinales 10 de junio | Semifinales 10 de junio |  |  | Final 11 de junio | Final 11 de junio |
|  |                           |                           |                      |    |                                 |                                 |                |     |                             |                             |           |    |                         |                         |  |  |                   |                   |
|  |                           |                           |                      |    |                                 |                                 |                |     |                             |                             |           |    |                         |                         |  |  |                   |                   |
|  |                           |                           |                      |    |                                 |                                 |                |     |                             |                             |           |    |                         |                         |  |  |                   |                   |
|  |                           |                           |                      |    |                                 |                                 |                |     | Estados Unidos              | 123                         |           |    |                         |                         |  |  |                   |                   |
|  |                           |                           |                      |    |                                 |                                 |                |     | Estados Unidos              | 123                         |           |    |                         |                         |  |  |                   |                   |
|  |                           |                           | Uruguay              | 45 |                                 |                                 |                |     |                             |                             |           |    |                         |                         |  |  |                   |                   |
|  |                           | Uruguay                   | Uruguay              | 45 | 51                              |                                 |                |     |                             | Estados Unidos              | 122       |    |                         |                         |  |  |                   |                   |
|  |                           |                           |                      |    | 51                              |                                 |                |     |                             | Estados Unidos              | 122       |    |                         |                         |  |  |                   |                   |
|  |                           |                           | Brasil               | 73 |                                 |                                 | Puerto Rico    | 63  |                             |                             |           |    |                         |                         |  |  |                   |                   |
|  | Brasil                    | 72                        | Brasil               | 73 |                                 |                                 | Puerto Rico    | 63  |                             |                             |           |    |                         |                         |  |  |                   |                   |
|  | Brasil                    | 72                        |                      |    |                                 |                                 |                |     |                             |                             |           |    |                         |                         |  |  |                   |                   |
|  |                           |                           | Puerto Rico          | 83 |                                 |                                 |                |     |                             |                             |           |    |                         |                         |  |  |                   |                   |
|  | Brasil                    | 71                        | Puerto Rico          | 83 |                                 |                                 | Estados Unidos | 118 |                             |                             |           |    |                         |                         |  |  |                   |                   |
|  | Brasil                    | 71                        |                      |    |                                 |                                 | Estados Unidos | 118 |                             |                             |           |    |                         |                         |  |  |                   |                   |
|  | República Dominicana      | 56                        |                      |    | Canadá                          | 36                              |                |     |                             |                             |           |    |                         |                         |  |  |                   |                   |
|  | República Dominicana      | 56                        | Argentina            | 74 | Canadá                          | 36                              |                |     |                             |                             |           |    |                         |                         |  |  |                   |                   |
|  |                           |                           | Argentina            | 74 |                                 |                                 |                |     |                             |                             |           |    |                         |                         |  |  |                   |                   |
|  |                           |                           | República Dominicana | 67 |                                 |                                 |                |     |                             |                             |           |    |                         |                         |  |  |                   |                   |
|  | Séptimo puesto            | Séptimo puesto            | República Dominicana | 67 | República Dominicana            | 78                              |                |     |                             |                             | Argentina | 58 | Tercer puesto           | Tercer puesto           |  |  |                   |                   |
|  | Séptimo puesto            | Séptimo puesto            |                      |    | República Dominicana            | 78                              |                |     |                             |                             | Argentina | 58 | Tercer puesto           | Tercer puesto           |  |  |                   |                   |
|  |                           |                           |                      |    | México                          | 68                              |                |     | Canadá                      | 65                          |           |    |                         |                         |  |  |                   |                   |
|  | Uruguay                   | 61                        | Canadá               | 89 | México                          | 68                              | Puerto Rico    | 86  | Canadá                      | 65                          |           |    |                         |                         |  |  |                   |                   |
|  | Uruguay                   | 61                        | Canadá               | 89 |                                 |                                 | Puerto Rico    | 86  |                             |                             |           |    |                         |                         |  |  |                   |                   |
|  | México                    | 79                        |                      |    | México                          | 63                              |                |     | Argentina                   | 76                          |           |    |                         |                         |  |  |                   |                   |

#### Cuartos de final
| 9 de junio, 12:30 | Argentina                                                          | 74–67                | República Dominicana                                                                      | Mérida, Yucatán           |  |
|                   | Parciales: 21-19, 10-8, 26-20, 17-20                               |                      |                                                                                           |                           |  |
|                   | Estadísticas Iván Pratto (28) Iván Pratto (25) Martín Torriani (4) | Reporte Pts Reb Asts | Estadísticas (21) Richard Fernández (8) Eugri Germán (1) E. Germán, R. Polanco, M. Castro | Pabellón: Poliforum Zamna |  |

| 9 de junio, 15:00 | Brasil | 72–83                | Puerto Rico                                                             | Mérida, Yucatán           |  |
|                   | Parciales: 19-8, 17-17, 17-27, 5-16                                                                        |                      |                                                                         |                           |  |
|                   | Estadísticas Fabricio De Freitas (16) Fabricio De Freitas (11) L. De Oliveira, M. Monteiro, M. Vázquez (3) | Reporte Pts Reb Asts | Estadísticas (19) Felipe Quiñones (19) Justin Roman (7) Felipe Quiñones | Pabellón: Poliforum Zamna |  |

| 9 de junio, 17:30 | Estados Unidos                                                        | 123–45               | Uruguay                                                                           | Mérida, Yucatán           |  |
|                   | Parciales: 35-16, 30-12, 25-9, 33-8                                   |                      |                                                                                   |                           |  |
|                   | Estadísticas Koa Peat (22) Caleb Holdt (10) D. Peterson, B. McCoy (5) | Reporte Pts Reb Asts | Estadísticas (16) Joaquín Taboada (5) V. Curbelo, I. Suárez (3) Emiliano Espinosa | Pabellón: Poliforum Zamna |  |

| 9 de junio, 20:00 | Canadá                                                               | 89–63                | México                                                         | Mérida, Yucatán           |  |
|                   | Parciales: 21-16, 23-17, 13-16, 32-14                                |                      |                                                                |                           |  |
|                   | Estadísticas Paul Osaruyi (22) Paul Osaruyi (10) Jordan Charles (11) | Reporte Pts Reb Asts | Estadísticas (23) Karim López (10) Karim López (5) Karim López | Pabellón: Poliforum Zamna |  |

#### 5º al 8º puesto
| 10 de junio, 12:30 | Uruguay                                                                          | 51–73                | Brasil                                                                               | Mérida, Yucatán           |  |
|                    | Parciales: 12-25, 16-18, 17-16, 6-14                                             |                      |                                                                                      |                           |  |
|                    | Estadísticas Valentín Curbelo (18) Ismael Suárez (14) V. Curbelo, J. Taboada (3) | Reporte Pts Reb Asts | Estadísticas (23) Frabricio De Freitas (13) Frabricio De Freitas (4) MAthias Vázquez | Pabellón: Poliforum Zamna |  |

| 10 de junio, 15:00 | República Dominicana                                                          | 78–68                | México                                                          | Mérida, Yucatán           |  |
|                    | Parciales: 15-21, 26-14, 13-18, 24-15                                         |                      |                                                                 |                           |  |
|                    | Estadísticas Eugri Germán (21) Lucas Morillo (10) E. Germán, I. Rodríguez (3) | Reporte Pts Reb Asts | Estadísticas (22) Karim López (11) Karim López (4) Edgar Grande | Pabellón: Poliforum Zamna |  |

#### Semifinales
| 10 de junio, 17:30 | Estados Unidos                                                    | 122–63               | Puerto Rico                                                                                   | Mérida, Yucatán           |  |
|                    | Parciales: 32-25, 30-17, 38-7, 22-14                              |                      |                                                                                               |                           |  |
|                    | Estadísticas Koa Peat (29) Koa Peat (14) K. Peat, D. Peterson (4) | Reporte Pts Reb Asts | Estadísticas (14) Myles Fuentes (5) Judah Ezekiel Hidalgo (3) M. Fuentes, J. Roman, J. Rivera | Pabellón: Poliforum Zamna |  |

| 10 de junio, 20:00 | Argentina                                                           | 58–65                | Canadá                                                                        | Mérida, Yucatán           |  |
|                    | Parciales: 14-16, 16-10, 12-21, 16-18                               |                      |                                                                               |                           |  |
|                    | Estadísticas Felipe Minzer (27) Iván Pratto (8) Martín Torriani (3) | Reporte Pts Reb Asts | Estadísticas (15) P. Isaruyi, K. Samuels (11) Kamai Samuels (6) Kamai Samuels | Pabellón: Poliforum Zamna |  |

#### Séptimo puesto
| 11 de junio, 12:30 | Uruguay                                                              | 61–79                | México                                                                       | Mérida, Yucatán           |  |
|                    | Parciales: 8-25, 26-14, 13-18, 14-22                                 |                      |                                                                              |                           |  |
|                    | Estadísticas Joaquín Taboada (25) Valentín Curbelo (9) Luis Imas (3) | Reporte Pts Reb Asts | Estadísticas (32) Karim López (20) Karim López (2) P. Espinoza, A. Escárcega | Pabellón: Poliforum Zamna |  |

#### Quinto puesto
| 11 de junio, 15:00 | Brasil                                                                                                   | 71–56                | República Dominicana                                                            | Mérida, Yucatán           |  |
|                    | Parciales: 13-9, 24-13, 16-13, 18-21                                                                     |                      |                                                                                 |                           |  |
|                    | Estadísticas M. Monteiro, M. Vázquez (15) Fabricio De Freitas (16) P. Perna, M. Monteiro, M. Vázquez (3) | Reporte Pts Reb Asts | Estadísticas (16) Lucas Morillo (7) M. Castro, L. Morillo (3) Richard Fernández | Pabellón: Poliforum Zamna |  |

#### Tercer puesto
| 11 de junio, 17:30 | Puerto Rico                                                                   | 86–76 TE             | Argentina                                                                    | Mérida, Yucatán           |  |
|                    | Parciales: 17-19, 19-14, 22-14, 13-24 (T.E.: 15-5)                            |                      |                                                                              |                           |  |
|                    | Estadísticas Felipe Quiñones (28) Justin Román (14) J. Román, F. Quiñones (5) | Reporte Pts Reb Asts | Estadísticas (23) Joaquín Sarmiento (10) Joaquín Sarmiento (5) Felipe Minzer | Pabellón: Poliforum Zamna |  |

#### Final
| 11 de junio, 20:00 | Estados Unidos                                                         | 118–36               | Canadá                                                              | Mérida, Yucatán           |  |
|                    | Parciales: 45-13, 26-10, 27-4, 20-9                                    |                      |                                                                     |                           |  |
|                    | Estadísticas Cameron Boozer (24) Cameron Boozer (12) Cayden Boozer (7) | Reporte Pts Reb Asts | Estadísticas (8) Jordan Charles (5) Nnamdi Ogali (3) Quinten Ethier | Pabellón: Poliforum Zamna |  |

|                                   |
| Bandera de Estados Unidos         |
| Campeón Estados Unidos 8.º título |

### Premios
| Categoría                 | Ganador                                                                               |
| ------------------------- | ------------------------------------------------------------------------------------- |
| Cuadro Ideal              | PG Darryn Peterson SG Felipe Quiñones SF Cameron Boozer PF Paul Osaruyi C Iván Pratto |
| Jugador Más Valioso (MVP) | Cameron Boozer                                                                        |

## Posiciones finales
| Rank              | Equipo               | Récord |
| ----------------- | -------------------- | ------ |
| Medalla de oro    | Estados Unidos       | 6-0    |
| Medalla de plata  | Canadá               | 5-1    |
| Medalla de bronce | Puerto Rico          | 3-3    |
| 4                 | Argentina            | 3-3    |
| 5                 | Brasil               | 4-2    |
| 6                 | República Dominicana | 2-4    |
| 7                 | México               | 1-5    |
| 8                 | Uruguay              | 0-6    |

|  | Clasificados al Campeonato Mundial de Baloncesto Sub-17 de 2024. |

## Clasificados al Campeonato Mundial Sub-17 2024[4]
| Bandera de Argentina | Bandera de Canadá | Bandera de Estados Unidos | Bandera de Puerto Rico |
| Argentina            | Canadá            | Estados Unidos            | Puerto Rico            |
| -------------------- | ----------------- | ------------------------- | ---------------------- |